# Crossings (Red Garland)
Crossings è un album di Red Garland, pubblicato dalla Galaxy Records nel 1978. Il disco fu registrato nel dicembre del 1977 al Fantasy Studios di Berkeley, California (Stati Uniti).

## Tracce
Lato A
1. Solar – 5:07 (Miles Davis)
2. Railroad Crossing – 5:21 (Ron Carter)
3. Never Let Me Go – 5:15 (Jay Livingston, Ray Evans)
4. Oleo – 5:15 (Sonny Rollins)

Lato B
1. But Not for Me – 7:00 (George Gershwin, Ira Gershwin)
2. Love for Sale – 11:26 (Cole Porter)

## Musicisti
- Red Garland - pianoforte
- Ron Carter - contrabbasso
- Philly Joe Jones - batteria